# Đỗ An Di
Đỗ An Di (chữ Hán: 杜安頤, ?-1188) là đại thần ngoại thích nhà Lý trong lịch sử Việt Nam. Ông giữ chức phụ chính dưới triều vua Lý Cao Tông.

## Tên gọi
Sử sách ghi chép tên ông không thống nhất. Bộ sử cổ nhất là Đại Việt sử lược ghi tên ông là Đỗ An Thuận (杜安順), còn Đại Việt sử ký toàn thư, Khâm định Việt sử thông giám cương mục ghi tên ông là Đỗ An Di (杜安頤).
Các nhà nghiên cứu, dịch giả đặt nghi vấn về cách chép tên "Thuận" (順) của ông trong bộ sử Đại Việt sử lược. Tên ông là Di (頤), nhưng có thể vì chữ Di trong nguyên tác bị mờ nên người chép sách ghi nhầm ra chữ "Thuận".

## Thân thế
Đỗ An Di là em trai của Linh Đạo thái hậu Đỗ thị - Thục phi của Lý Anh Tông, người Hồng châu (Hải Dương). Chị em ông đều là cháu đại thần Đỗ Anh Vũ thời vua Lý Anh Tông. Dòng họ Đỗ đương thời có thế lực lớn trong triều đình.

## Sự nghiệp
Năm 1175, sau khi vua Lý Anh Tông mất, thái tử Long Trát mới 3 tuổi, con của Thái hậu Linh Đạo, được lập làm hoàng đế, tức là Lý Cao Tông. Là em của Hoàng thái hậu, ngay trong năm đó Đỗ An Di được vào triều. Về chức vụ của ông thời điểm này, sử sách ghi khác nhau. Đại Việt sử lược ghi ông giữ chức Quan nội hiển quốc hầu, Đại Việt sử ký toàn thư và Khâm định Việt sử thông giám cương mục ghi ông giữ chức Thái sư đồng bình chương sự.
Trước khi phụ chính Tô Hiến Thành mất (1179) có tiến cử Trần Trung Tá, nhưng Đỗ thái hậu không nghe theo mà lập Đỗ An Di là người thân thích làm phụ chính. Theo Đại Việt sử lược, tới năm 1182 ông mới được phong làm Thái sư. Đương thời quyền hành của Đỗ An Di rất lớn khiến nhiều người sợ hãi.
Tháng 7 âm lịch năm 1188, Đỗ An Di qua đời. Ông làm quan cho nhà Lý trong vòng 14 năm, không rõ ông bao nhiêu tuổi. Lý Cao Tông phong Ngô Lý Tín làm phụ chính thay ông.